# Louis Moreau Gottschalk

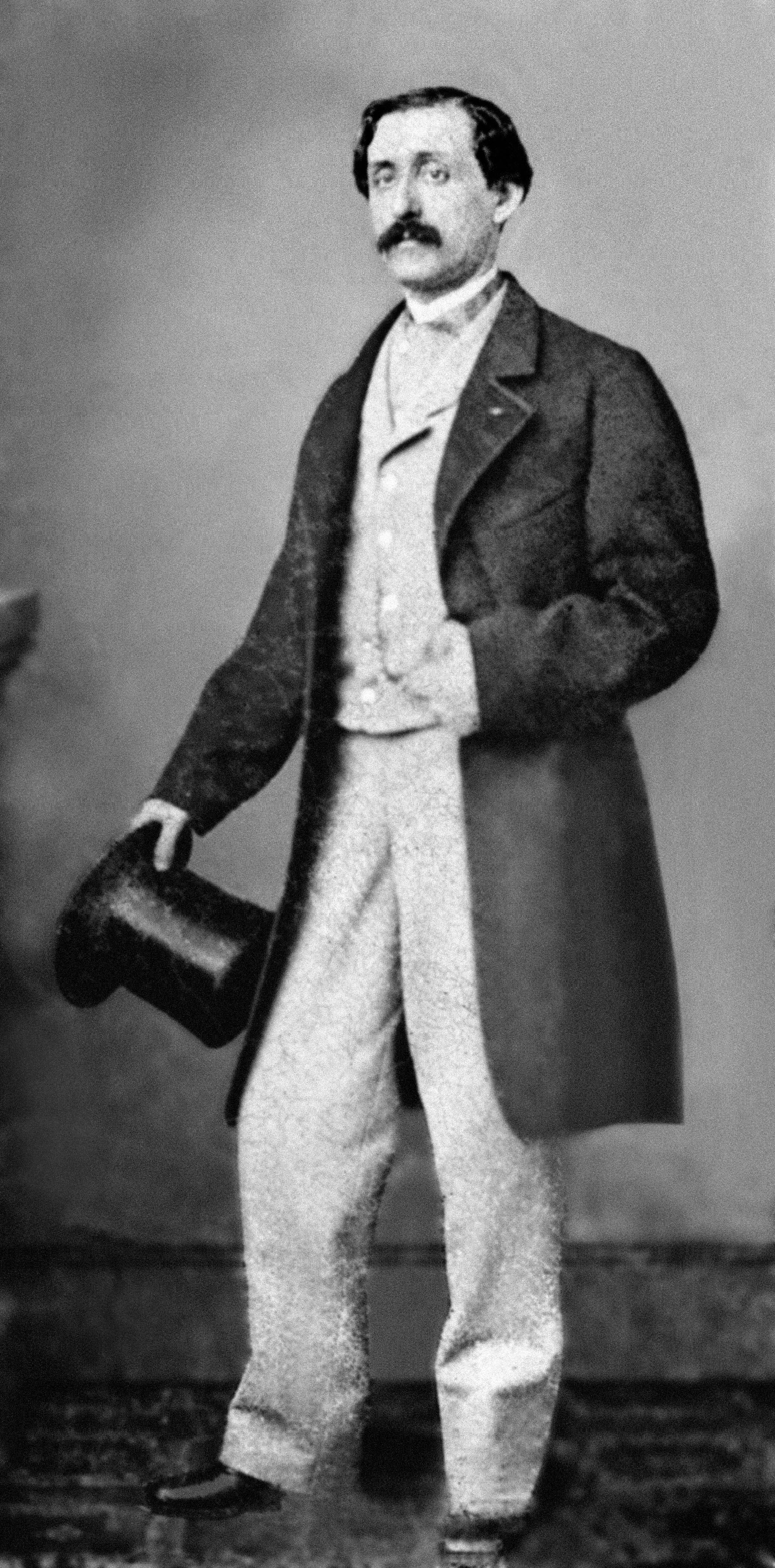
Louis Moreau Gottschalk

Louis Moreau Gottschalk (* 8. Mai 1829 in New Orleans, Louisiana; † 18. Dezember 1869 in Tijuca, heute Alto da Boa Vista in Rio de Janeiro, Brasilien) war ein US-amerikanischer Pianist und Komponist französischer Herkunft.

## Familie
Louis Moreau Gottschalks Vater – geboren in London – war ein sephardischer Jude. Anfang der 1820er-Jahre migrierte er nach New Orleans und wurde dort ein erfolgreicher Kaufmann. Die Großeltern mütterlicherseits lebten auf Santo Domingo, wo der Großvater als Gouverneur tätig war. Während der Sklavenaufstände zogen Familienangehörige um 1800 nach New Orleans. Weil die mütterlichen Vorfahren aus Frankreich stammten, wurde in der Familie Französisch gesprochen.

## Leben
Louis Moreau Gottschalk – erstes Kind von insgesamt sieben Kindern – wuchs im Stadtteil Old New Orleans auf, wo er die Musik der Kreolen und der Afroamerikaner kennenlernte. Seit 1842 studierte er in Paris Komposition bei Fromental Halévy und Hector Berlioz sowie Klavier bei Camille Stamaty. Er war befreundet mit Georges Bizet und Camille Saint-Saëns. In das Pariser Konservatorium wurde er als US-amerikanischer Staatsbürger nicht aufgenommen. Sieben Jahre nach seiner Ablehnung nahm dasselbe Konservatorium den ehemaligen Bewerber jedoch als Mitglied in die Jury für die Aufnahmeprüfungen auf. 1845 war Chopin bei Gottschalks Konzert im Salle Pleyel anwesend.
In Spanien wurde er mehrfach von Königin Isabella ausgezeichnet. Unter anderem hatte er in Spanien das Stück Die Belagerung von Saragossa für zehn Klaviere geschrieben.
1853 verließ Gottschalk Europa wieder und kehrte in die USA zurück. Dort begann seine Karriere als ein gefeierter Konzertpianist, der in einem eigenen Sonderzug reisen konnte. Außerdem hatte er von 1856 bis 1862 längere Aufenthalte in der Karibik. Er bereiste konzertierend die gesamten USA, spielte in vom Bürgerkrieg umkämpften Städten, vor einem Goldgräberpublikum, führte auf seinen Reisen zwei Flügel mit, einen Klavierstimmer, seinen Impresario, schickte bei einer Verspätung seinem Publikum Telegramme und inszenierte den Marsch aus dem Tannhäuser mit vierzehn Klavieren.
1865 musste Gottschalk wegen einer Affäre nach Lateinamerika fliehen, wo er bis zu seinem Tode lebte. Hier komponierte er z. B. die Sinfonie Nr. 1 La nuit des tropiques, gab Konzerte und veranstaltete Musikfestivals.
Am 24. November 1869 brach Louis Moreau Gottschalk wegen eines Malaria-Anfalls zusammen, von dem er sich nicht mehr erholte. Drei Wochen später, am 18. Dezember 1869, starb Gottschalk im Alter von vierzig Jahren in einem Hotel in Tijuca, Rio de Janeiro – vermutlich an einer Überdosis Chinin.
Im Jahr 1870 wurden seine sterblichen Überreste in die Vereinigten Staaten zurückgebracht und auf dem Green Wood Cemetery in Brooklyn, New York, beigesetzt. Seine Grabstätte wurde ursprünglich von einem Denkmal aus Marmor, von einer Statue mit dem Titel Engel der Musik gekrönt, die im Jahr 1959 durch Vandalismus schwer beschädigt wurde und nun wieder renoviert werden soll.

## Rezeption
Gottschalks Werk umfasst auch eine Reihe publikumswirksamer Klavierstücke, die teilweise der gehobenen Salonmusik zuzuordnen sind, zum Beispiel The Dying Poet („Der sterbende Dichter“) und The Last Hope („Die letzte Hoffnung“). Bedeutender jedoch sind seine nationalen Klavierstücke, die von der spanischen, lateinamerikanischen und kreolischen Musiktradition geprägt wurden, zum Beispiel die Klavierstücke The Banjo und La Bamboula (1848). Sehr bekannt ist auch seine virtuose Bearbeitung der Musik der brasilianischen Nationalhymne Hino Nacional Brasileiro. Mit seinen technisch schwierigen Kompositionen feierte Louis Moreau Gottschalk in Paris Triumphe als ein Virtuose, der es zu einer internationalen Anerkennung brachte. In den USA beeinflusste er unter anderem das Werk von Charles Ives.
Gottschalk dokumentiert in seinem Werk frühe Formen afroamerikanischer Tanzmusik, aus der sich später der Jazz entwickeln sollte. Als Pianist zählt er zur Gruppe der ersten international erfolgreichen Pianisten, die bereits Techniken aus dem späteren Ragtime (Synkopierung, Walking Bass, Stride) benutzten.

## Diskographie
Eine Aufnahme der Klavierwerke Gottschalks legte der texanische Pianist Ivan Davis 1972 unter dem Titel Der Bananenbaum vor (Decca).
1984 spielte der US-amerikanische Pianist Alan D. Marks die LP Alan Marks – Louis Moreau Gottschalk, The Lady Fainted ein (Nimbus NIM 2145 sowie NIM 5014); zusammen mit Nerine Barrett folgte 1991 Louis Moreau Gottschalk – Alan Marks, Nerine Barrett – Piano Music For 4 Hands als CD, Album für Nimbus Records (NI 5324).
1987 spielte Raymund Havenith eine Auswahl von 8 Klavierstücken unter dem Titel Frühe amerikanische Klaviermusik ein (Musicaphon).
Der irische Pianist Philip Martin hat seit 1990 für das britische Plattenlabel Hyperion das vorhandene zweihändige Klavierwerk Gottschalks eingespielt (bislang acht Alben erschienen). Weiterhin hat diese Klavierwerke Georges Rabol eingespielt. Unter den rezenten Aufnahmen ist eine Auswahl von sechs Klavierstücken hervorzuheben, die die Pianistin Jimin Oh-Havenith eingespielt hat (Revolution am Klavier, Musicaphon).

## Veröffentlichung
- Louis Moreau Gottschalk: Notes of a Pianist,  ed. by Jeanne Behrend, Nachdruck: Princeton University Press, Princeton, New Jersey 2006, ISBN 0-691-12716-6.